# GOGO!マリオワールド
『GOGO!マリオワールド』は、兼本あつこによる日本のギャグ漫画。テレビゲームのマリオシリーズを題材としている。

## 概要
エニックス発行の月刊少年ギャグ王の1997年2月号から1999年1月号にて連載されたギャグ4コマ漫画。マリオが悪行三昧を繰り広げながらピーチ姫の救出に向かう旅を続ける話である。単行本には最終話まで掲載されずにいる（一応はピーチ姫を救出している）。
上記のあるように、主人公であるマリオは粗暴かつ狡猾で悪事も平気で行う悪人寄りな設定で描かれており、その一方で悪の大魔王を謳うクッパは善良な上、ピーチとのどかな日常を送っていたりと、悪と正義の性格が逆転している。
スーパーマリオブラザーズシリーズ（『スーパーマリオブラザーズ』、『スーパーマリオブラザーズ3』、『スーパーマリオワールド』）をベースにしつつ、『スーパーマリオランド2』や『スーパーマリオランド3 ワリオランド』、『★スーパーマリオ★ヨッシーアイランド』の要素やキャラクターを登場させるなど、本作オリジナルの展開も詰め込まれている。
雑誌掲載時には「GOGO!マリオワールド 1コマクラブ」という読者投稿コーナーが設けられており、空白のフキダシが2つある1コマがお題で、フキダシに入るセリフを読者が考える、というもの。毎月、最優秀賞1つと優秀賞2つが選ばれ、最優秀賞には兼本直筆の色紙が贈られた。
　

## 登場キャラクター

### メインキャラクター
マリオ
本作品の主人公。クッパにさらわれたピーチ姫を救出する（そして彼女の作ったクッキーを食べる）為、ルイージとヨッシーと共に旅をしている。コインやキノコが大好きな一方、犬が大の苦手（幼い頃にポチに似た顔の犬に吠えられたことがトラウマとなっている）で運動嫌い。また、14話で風邪を拗らせ、ルイージが薬草を取りに帰ったときは完治するなど免疫力が高いほか、ヨッシーほどではないがクッキーやキノコに目を輝かせたり堂々と人のおやつを盗み食いするなど食いしん坊な一面もあり、当初はスーパースターを「硬くてまずそう」、ファイアフラワーを「辛い」と評し使おうとしなかったり、マントを試食しようとするなどアイテムを食べ物としか見ていなかった。
兼本が手掛けた4コマアンソロジーでは熱血的な自信家だがおバカといったキャラとして描かれているが、本作では粗暴・陰険・狡猾・強欲という主人公らしからぬ傲岸不遜な性格の無頼漢で、敵だけでなく仲間であるルイージとヨッシーをも酷い目に遭わせ、気に入らない者は女・子供でも容赦なく暴力を振るう悪党に近いトラブルメーカーとして描かれている。その性質の悪さは「兄さんのほうがよっぽど厄介」（ルイージ）、「マリオさんと悪魔を一緒にするなんて悪魔に失礼」（ヨッシー）、「人として最悪」（ウェンディ）、「あんな大人にはなりたくない」（ルドウィッグ）、「悪魔」（コクッパ、カメック）と言わしめ、本来悪役であるクッパやワリオからも「悪魔の化身」「本当にヒーローか?」と疑問を投げつけられ、挙句の果てにはナレーションから「こいつも十分荷物だ」と呆れられサブタイトルにさえ『（マリオのような）正義の味方はあてにならない』『悪魔オヤジ』と付けられるほど。しかし、本人は良い事をしたと勘違いしており、自身の評判を落としていることに気付いていない。基本的に誰に対しても横柄かつ傲慢な態度を崩さず、喧嘩腰で捻くれた言動も多いが、ピーチに対しては彼女の天然ぶりには内心呆れつつも紳士的に接している。
ヒーローと謳っているが本質は悪さをすることを好む根っからの極悪人で、一応ヒーローらしい振る舞いを見せることがあるが結局やる事成す事悪事に繋がる。コインや宝が絡むと協力を装ってコインを盗んだり（7話）、手を組みつつも隙あらば宝を独り占めしようと企む（20話）、自身の願望成就のため卑怯な手段を用いて大会を勝ち進む（22話）など、自身の欲望には非常に忠実で金銭に対する執着心も強い。また、相手を笑いながら攻撃したり苦しむ姿を見て楽しむなどサディスティックな面も強く、仲間に対しての思いやりもあまり見られず、特にヨッシーに対しては殴る・蹴るといった暴行をはじめぞんざいな扱いをしている（もっともヨッシーが余計なことを言って彼を怒らせるといったパターンが多い）。このような行動や言動から上記のように周囲からの評価は悪く（ただし、9話ではテレサに好意を抱かれたり、16話ではポチに懐かれている）、6話にてルイージとヨッシーがワリオ側につく要因になったり、17話でルイージに性格改善という名目で殺されかけるなど、仲間からの人望は薄いと思われる。しかしルイージやヨッシー曰く「一度敵になったら何をしでかすか分からない」らしく、前述のようにルイージとヨッシーがワリオと組んだ時は硫酸の入った水鉄砲を発砲したり爆弾を内蔵したキノコを投擲したりと主人公にあるまじき暴挙を躊躇なく行っている。色仕掛けとして「マリ子」名義で女装する事が多い。自分の性格を諌めるルイージを面倒に思っている節があるが、兄弟仲はあまり悪くない。また、本気で怒ったルイージに怯えるなど、彼が激怒する姿を非常に恐れている。
24話（単行本未収録）では、クッパ城に乗り込みクッパと対峙、ピーチの提案でしりとり対決を繰り広げるが、最終的にクッパが花好きであることを逆手にとってクッパの大切な花を盾にするというずるい手段で勝利し、ピーチの救出に成功するが、実はクッパが悪の大魔王になる決心をする原因を作った元凶であることが発覚した。どちらかといえばボケ担当であるが、本人も酷い目に合う事もあり、ツッコミ役もこなす。一人称は「俺」または「俺様」。
ベビィマリオ
10話にて、カメックが作った魔法の箒によってクッパ共々魔法の粉に掛かり赤ちゃんになった姿。自身の悪事を（ルイージたちが一部始終を見ていなかったこともあり）誉められたと勘違いしたり、ヨッシーがベビィクッパを背中に乗せようとしたところを甘え、ヨッシーの背中を独り占めしたりクリボーを倒そうとするルイージを止めた後クリボーを食べようとし、邪悪な笑みを浮かべるなど、赤ちゃんになっても狡猾さは健在。
最後はカメックが魔法の箒を破壊した事によって魔法は解け、クッパと同時に元の姿に戻った（一方で、マリオの捻くれた性格を改善しようと再教育を試みたルイージは大ショックを受けた）が、ルイージたちの誤った教育が下でより一層悪事に講じるようになってしまった。
6話や16話ではマリオの回想にて少年時代の彼が登場しているが、前者の方は上記と異なり顔つき以外はチビマリオに似た容姿となっている。また、帽子を谷底に落としたワリオを落とすなど、この頃から相当な悪童であったことが窺える。
ルイージ
マリオの双子の弟。マリオと対照的に温和で優しい性格で犬好きである。マリオにいつも振り回されており、彼の横暴を度々窘める苦労人。しかし本気で怒ると怖く、その怒り方は普段が温厚な分、マリオや敵キャラを戦慄させるほど。また、ピーチ姫の安否をやや過剰に心配している傾向があり、6話ではワリオから彼女がクッパと楽しげにしていることを知らされた際は「クッパから手酷くこき使われている」と心配していた。
ヒーローと言う言葉に弱く一度彼がマリオに代わって主役になったことがある（14話）。一度ワリオに谷底に突き落とそうと人質にされるがマリオに助けられるどころか「どうせなら溶岩に落とせ」という理不尽な提案を持ちかけられたことに失望し、ワリオと組んだことがある（6話）。マリオに脅される形で女装した事があるが、意外にもノコノコに見惚れられるくらい通用していた（2話）。24話（単行本未収録）では、ピーチの提案でカメックとフェンシング対決（ただし、真剣では危険という理由で短剣に持ち替えられた）を行い、彼に勝利する。その後、マリオに敗北したクッパの経緯に同情した上で快く受け入れ、彼を説得し改心させた。
基本的にツッコミ役だが、たまにボケることも。
ヨッシー
4話から登場したマリオの仲間のスーパードラゴン（本人曰く「ヨッシーはとても義理堅い生き物」）。基本的に真面目で正直な性格だが、マリオから「お前は食うことしか頭にないのか!?」とつっこまれるほどの食いしん坊で、お化けに関しても「食べられない」という理由で苦手としている。
初登場の4話にてタマゴから孵って早々マリオに無視された上、焼肉にされかけた。当初はマリオからは厄介者扱いされ、同行することを頑なに反対されていたが、6話からは普通にマリオたちと旅をしていた。ルイージと比べ、マリオから一番酷な扱いを受けており、いつも自分を邪険に扱う彼に若干疎ましく感じており文句や不満をぶつけることも多いが、失言や羽目を外してはマリオの逆鱗に触れ、暴行されることも少なくない。
原作同様に敵キャラを口に入れてタマゴを産める。特技はタマゴ投げとヒップドロップ。また、マリオの横暴に耐えかねたルイージについていく形でワリオと組んだことがある（6話）。24話（単行本未収録）では、ピーチの提案で彼女と綱引き対決を行うが、ピーチを相手に本気になれず手を抜いていた所為で敗北してしまう。
基本的に天然系のツッコミ役。
ピーチ姫
クッパにさらわれてしまったキノコ王国の姫。
お淑やかかつ柔和な性格でクッパに対してもさん付けで呼ぶなど寛大だが、非常にマイペースかつ天然ボケ（兼本が手がけた4コマと性格が変わっていない）。それ故にさらわれている事には全く気にしておらず、彼女をさらったクッパと楽しげに談笑したり、一緒に散歩に出かけたり城内の家事を行ったりと自由気ままな人質（?）ライフを送っている。しかし23話（単行本未収録）でクッパ城のトラップの起動スイッチを勝手に作動させ、カメックたちを危険な目に遭わせるなど（本人に悪気はないとはいえ）危なっかしい一面を見せた。料理が得意で、自身が作った料理やお菓子をクッパたちに振舞うことが多い。
21話でマリオたちと再会するが、長い事会っていなかったこともあり、マリオたちと対面した際一瞬彼らを忘れていた（それ以前にもマリオたちと何度か会っているが、当のマリオたちは気づかなかった）。24話（単行本未収録）では、クッパと対峙するマリオたちに対し3対1の勝負は不公平だとして3対3の3回勝負のチーム戦を提案（自身はクッパチームに付く）、自身はヨッシーと綱引き対決を行い（ヨッシーが自分を気遣って本気になれなかったこともあり）勝利する。その後、マリオチームが勝利したことで無事（?）マリオに救出されている。
クッパ
クッパ軍団の悪の王でマリオたちの宿敵。
粗野かつ豪放な性格で世界征服とマリオを倒すことを目指しているが、本質的には悪事を嫌い、綺麗好きでテーブルマナーを弁える礼儀正しく正義感の強い人格者で、さらに見た目に反して花が大好き（世界征服を成就した後一面に花を植えるという悪役らしからぬ野望を抱いている）という女々しい趣味を持つ一面を併せ持っているほか、ピーチ姫を一度は牢屋に監禁するもすぐに釈放したり彼女の甘えを受け入れるなど、彼女に対する対応は非常に寛容で、その性格から「悪の大魔王としての自覚が欠けている」（カメック）「本当に悪人か?」（ワリオ）と苦言を呈されたり疑いの眼差しを向けられることも多々ある。また、マリオに出会わないよう「愛の平和仮面」名義で変装した事があるが、マリオたちにかなり怪しまれた（3話）。
マリオとは建前上敵対関係にあるが、一方で彼が自分以上の悪人である事を認めていると同時に彼にとって最大の悩みの種にもなっており、彼が大魔王になった理由も「悪人のマリオがヒーローになるぐらいなら、悪の大魔王になった方がマシ」という考えに至ったことからである。24話（単行本未収録）にてマリオと対峙し、ピーチの提案でしりとり対決を繰り広げるが、最終的に自身が大切にしている花をマリオに盾にされたことで敗北、最後はマリオたちに自身が悪の大魔王に成長した経緯を話した後、それを受け入れたルイージの説得に応じて改心した。どちらかといえばボケ担当だが、マリオとの絡みではツッコミ役を演じる。一人称は「わし」。
ベビィクッパ
10話にて、カメックが作った魔法の箒でマリオを赤ちゃんにしようとしたが、マリオが箒を蹴りつけてしまい、自分まで魔法の粉に掛かり赤ちゃんになってしまった姿。花を潰したり自分のケーキを盗み食いしたマリオを怒るが、それを見たルイージは「マリオがクッパにいじめられている」と勘違いして逆に自分が注意されてしまった。
その後、コウノトリに変装したカメックに回収され、魔法の箒を破壊した事によって魔法が解け、元の姿に戻った（その後、自身の扱いがよほど釈然と来なかったことに加え、マリオの一連の行為が反面教師となったようでマリオへの打倒をより深めることとなった）。
カメック
クッパの側近の魔法使い。真面目な性格の常識人で、クッパに様々な助言を行うが、クッパの悪人らしからぬ性格やピーチ姫の天然ぶりに振り回されることが多い苦労人。クッパを「大魔王」または「魔王」と呼ぶ。
連載当初は悪に徹しきれないクッパに対して苦言や意見を言い放ったり、ピーチの天然さに難色を示すなど、融通の利かない堅物としての面が強調されていたが、話が進むに連れてツッコミを入れる苦労人の面を残しつつもクッパとともにピーチの作ったケーキを食べたり一緒にピクニックに行くなど、彼らに対する態度も軟化していった。23話（単行本未収録）ではマリオたちがクッパ城に侵入したことをクッパに報告しようとするが、ピーチが勝手に作動させた城内のトラップに行く手を阻まれるという悲惨な目に遭うが、なんとかクッパの許に辿り着き、24話（単行本未収録）ではピーチの提案でルイージとフェンシング対決を行うが、敗北する。
また、カバー中表紙のイラストでは不満げな表情を浮かべるマリオ兄弟とクッパを余所にピーチに抱かれ喜んでいる様子が描かれている。

### サブキャラクター

#### 登場回数の多いキャラクター
ノコノコ
クッパ軍団の一般兵。デザインは『SMB』から『SMB3』における4足歩行タイプ準拠だが、顔のデザインは原作とかなり異なる上、話によっては変わる（ハニワ顔だったり口元が隆起していたりする）ため一定していない。どちらかといえばモブキャラクターとしての登場が多い。
クリボー
クッパ軍団に所属する元キノコ王国兵。マリオに踏み潰される事が多い。前述のノコノコと比べると目立った登場が多く、特に21話では一般市民の個体がピーチ姫に自身の畑に花を植えてもらいたいという強い気持ちから一度だけクッパに変装したことがあるが、最終的には自分はクッパじゃないと白状した後、マリオに「無駄な体力を使わせた」として怒りの篭った踏みつけを喰らうことになった。

#### その他のキャラクター
キラー
大砲から発射される弾丸。1話ではマリオを攻撃するが、紙一重で回避される。12話では、チビヨッシーに直撃寸前のところを渋ったマリオに回避させられた。
パックンフラワー
人食い花。ファイアフラワーに変装しマリオたちに騙まし討ちを謀ろうとしたが、「辛くてまずそうだからいらん」と言う理由でマリオに相手にされず落ち込んだ。
パタパタ
クッパ軍団の一般兵。ノコノコ同様、彼らのデザインも4足歩行タイプのパタパタとなっている。ノコノコほどではないが、目立った登場は少ない。
世界征服メカ
1号（メカクッパ）
カメックの提案で開発した世界征服メカ第一号（?）。渋ったカメックによって出撃するが、不機嫌な状態のマリオに踏み潰された。5話でもワリオの実力を量るために投入したがあっさり踏み潰されたが、これを見たクッパはワリオをかなりの実力者だと勘違いして「強敵」と大袈裟に称賛した。
2号 （メカピーチ）
前述の1号を見たピーチの好評を受け、彼女に頼まれて作った世界征服メカの2号機。渋ったカメックによって1号と共に出撃するが、不機嫌な状態のマリオに蹴り飛ばされた。
ジュゲム
雲に乗っているカメ。動向調査や情報収集に長けており、2話ではクッパに2人の女戦士（実際は女装したマリオとルイージ）の写真を送り、13話では、マリオたちの秘密を探るカメラマンとして活躍した。
ワリオ
マリオの幼馴染で自称マリオのライバル。性格は短気かつ感情的で、マリオやクッパに対して忙しなくツッコミを入れる気苦労の耐えない常識人で、原作ゲームにおける「下品な自惚れ屋」といった設定は一切ない。
マリオを倒して悪人だらけの世界にする野望を抱いているが、昔はマリオにいじめられていた（特に幼少時代に帽子を崖に落としてしまったところをマリオに「拾いに行けば?」と崖に突き落とされたことは彼にとって忘れられない屈辱らしい）が、マリオのことを自分より立派な悪人として認めている。
初登場の5話では、クッパを倒してクッパ城を武器生産の拠点にすべく挨拶代わりに爆弾を投げ込もうと目論むが、カメックに「ポイ捨てはダメ」と言う理由で見つかってしまう。クッパの悪人らしからぬ行動に苛立ちを見せていたが、ピーチの天然さに対しては苦手意識を示している。その後、クッパから得た情報を基にマリオの現在地を探り当てマリオたちと遭遇。ルイージを人質に取るが、マリオが非情な提案を出したことでなぜかルイージから協力を持ちかけられ、その行為に怒ったマリオが放った爆弾入りキノコを喰らうなど散々な目に遭う。20話で再登場し、マリオと共に宝捜しをするが結局はレジャーランドを楽しんだだけだった。
6話の回想では、少年時代の彼が登場しているが、後の『ヨッシーアイランドDS』に登場するベビィワリオと異なり、『スーパーマリオランド3 ワリオランド』のチビワリオがモチーフとなっている。
クッパ七人衆
ラリー・モートン・ウェンディ・レミー・ロイ・イギー・ルドウィッグからなるクッパの息子たち。なお、兄弟順はレミーとイギーが逆になっていること以外は『スーパーマリオブラザーズ3』に準拠している。
ウェンディ
コクッパの長女。父・クッパの世界征服という野望に難色を抱いており（本人曰く「「うちのパパの仕事世界征服なの♡」なんて恥ずかしくて友達に言えない」）、彼をまともな職業に就職させるためにモートンとラリーと共にコインを集めていたが、コインの枚数を数えているうちにマリオに全部強奪された。勝気かつ短気な性格で、兄であるルドウィッグたちに対しても怒声を飛ばすなど、彼らにとって頭の上がらない存在。計算が苦手。
モートン
コクッパの五男。姉のウェンディと末っ子のラリーと共にコイン集めをするが、マリオに全部強奪された。また、マリオの足を踏んだという理由で因縁をかけられ攻撃されたことも。ウェンディ同様、計算はあまり得意でないようで、マリオにコインを盗まれてもなおコインの枚数を数え続けていた。
ラリー
コクッパの末弟。姉のウェンディと兄のモートンと共にコイン集めをするが、マリオに全部強奪された。
原作ゲームでの「気性の荒い特攻隊長」といった描写は全く無く、無邪気な子供のような性格で常時鼻水を垂らしたおとぼけ屋として描かれており、ウェンディたちのコイン集めをかくれんぼと勘違いしウェンディに怒られる描写が多い。
ルドウィッグ
コクッパの長男。マリオにコインを盗られたウェンディに頼まれ、ロイ・レミー・イギーと共にマリオに仕返しをしようと企むが、イギーと共同して逆さ吊りさせようとした所をマリオに見つかり、逆に逆さ吊りされ失敗に終わった。その後、兄弟と共にウェンディに大目玉を喰らった。
ロイ
コクッパの三男。レミーと共にマリオを倒そうと企てる。岩を使ってマリオを下敷きにしようとするが、避けられ失敗（代わりにヨッシーが岩の下敷きとなった）。最後はボム兵を使って倒そうとするが、ヨッシーに吐き飛ばされレミー共々ボム兵の爆発に巻き込まれた。
レミー
コクッパの四男。ロイと共にマリオを倒そうと企てる。しかし変なところで親切な面を持っており、マリオが岩を回避することを懸念してマリオたちに岩の落下場所を教えてロイを怒らせた。その後、ロイと共にボム兵の爆発に巻き込まれた。
イギー
コクッパの次男。頭脳明晰な七人衆のブレインでマリオを倒す策を練るが、どこか詰めの甘い一面や致命的な欠点を出して失敗する事が多く、落とし穴に至ってはくぼみ程度の深さしか掘らなかった（本人曰く「体力ないからあそこまでが精一杯」）。
カロン
お化け屋敷に住んでいるゾンビガメ。非常にまじめな性格でクッパへの忠誠心も高い。クッパの命令でマリオを倒す作戦を立てるが。マリオたちに宝の場所をでっち上げ、相棒のテレサに始末させようとするが、最終的にはマリオを騙した事に激怒したテレサに攻撃され失敗に終わった。
テレサ
お化け屋敷に住んでいるお化けの少女。惚れっぽい性格だが、怒ると形相がリアルになる。マリオに好意を抱いており、相棒のカロンと対照的にクッパの命令を重要視していない。クッパの命令を受けたカロンからマリオの始末を請け負うが、マリオを愛する故倒す事ができず、最終的にはカロンを攻撃してしまい失敗に終わった。
上記にあるように、本作では女性として描かれているほか、作中では悪人寄りに描かれているマリオを「素敵」だと好評した数少ない人物（そのため、カロンから「正気か!?」と疑われた）。
キノピオ
キノコ王国の住人。性格は真面目だが、物忘れが激しく、そのひどさはマリオたちの旅の目的を逐一聞いたり、ピーチが作ったケーキを完食したにもかかわらず「ケーキはまだですか?」と強請ったり（ピーチもそのことを指摘しようとせずにケーキを作ってあげている）ほど。マリオたちの力になるためにアイテムを渡すが、間違えてマントのような風呂敷や怒り茸の胞子など殆どが役に立たない偽者（特に劇中終盤でマリオたちに渡した物はアイテムというよりもモンスターの群れで、最後にはマリオたちに襲い掛かった）を渡してしまい、まともなアイテムを届けようとするが、最終的には何故かピクニックに行ってしまった（これにはナレーターから「違うだろ!!」とつっこまれた）。
17話ではアイテムの露店を営む中年のキノピオが登場しているが、前述の経験に加え、後述の死神さんの露店でひどい目にあったマリオ兄弟から「もう騙されるか！！」と一蹴された。
チビヨッシー
母ヨッシーと離れてしまった子供のヨッシー。やや強気な性格。母ヨッシーと再会した後はお礼として飲み込んだノコノコをあげようとした（これを見たマリオたちから「気持ちだけで十分だ」とドン引きしながら断られた）。
ワンワン
鉄球型の敵キャラ。12話でチビヨッシーに鎖を外してもらったところと、16話でルイージに噛みついたところしか出番がない。
ハナチャン
イモムシ。頭の花をチビヨッシーによって抜かれ、怒ってマリオたちを追い回した。15話では、花畑へピクニックに来たクッパのためにヘイホーがお勧めとして紹介された（この後クッパに「誰がハナチャンの畑に連れてけと言った!?」とつっこまれた）。22話（単行本未収録）では王様目覚めの日選手権の参加者として登場。第2種目の二人三脚でマリオと組み、ダントツ1位をとる（ただし、マリオの方は片足に紐を括ってハナチャンの背中に乗っただけで走ろうとしなかった）。
トゲゾー
ジュゲムが投下するパイポが変化する敵キャラ。チビヨッシーは相手にされなかったがマリオに投げられチビヨッシーの頭に刺さった。ノコノコ同様モブ的な登場が多い。
ハンマーブロス
クッパ軍団の上級兵。マリオの親切心を調べる為、荷物を持ち上げられずに困っている人の役を演じた所、見兼ねたマリオに助けられる…と思いきや袋を窃盗された。
ターくん
ルイージたちの前に現れたペンギン。ルイージに薬草の場所を尋ねられ、知り合いである雪だるまに勝つ事を条件に雪だるまを差し向ける。
雪だるま
ターくんの知り合いの雪だるま。無気力で卑屈な性格の捻くれ者で、全く戦闘の意志を見せずルイージと対決せずにあっさりと薬草を渡した。
ヘイホー
仮面をかぶったキャラ。花畑の番人で、休日を楽しむクッパたちに花畑へと案内したほか、彼らの前にマリオたちと鉢合わせしないようカメックから迎撃要請を受ける。でも弱い。プロペラヘイホーになれるプロペラを所持しているが、あまり飛ばない。仲間にはデブホーとヤリホーがいる。最終的にはマリオに軽くあしらわれデブホーとヤリホー共々マリオに執拗に追い回された
17話では、死神さんが紹介した薬の効能を示す際に「薬のおかげで彼女ができた」という体験者として彼女と共に連れてこられた（この際、双方ともかぶっている仮面がドクロの面になっている）が、マリオに「（やらせの為の）雇用者」と指摘された。
デブホー
太ったヘイホー。ピンチに陥ったヘイホーに呼び出され、マリオを攻撃するように命じられたが、動くのが面倒臭いという理由で戦闘を放棄し、逆にマリオに攻撃され、ヘイホーたち共々マリオに追い回される羽目にあった。
ヤリホー
槍と盾で武装したヘイホー。ピンチに陥ったヘイホーとデブホーに救援を求められ、自慢の槍でマリオを攻撃しようとしたが、持っていた槍が玩具だった（本人曰く「本物だったら怪我するじゃないか」とのこと）ため、ヘイホーたち共々マリオに追い回される羽目に遭った。
ポチ
マリオたちが旅先に出会った犬。良くも悪くも相手の好悪がはっきりした性格で、マリオに懐いてくる反面、ルイージには全く相手にしなかったどころか冷たくあしらった。
死神さん
死神のような姿をした幽霊。骨のすばらしさを世に広める商売を営んでおり商品も骨にまつわったアイテムが揃っているが、悪魔のツボや16種類以上の骨をブレンドした栄養ドリンク、ドクロの首飾り、ドクロのオノ、骨の剣（ビッグノコノコつき）など、いずれも触れ込みのみで何の役に立たない開運商法紛いなインチキ商品ばかりで、アイテム調達のためにここへ足を運んだマリオたちをガッカリさせた。
ほねチュー
頭蓋骨をかぶったネズミ。死神さんが紹介した薬の効能を示す際に「薬のおかげで身長が伸びた」という体験者として弟と共に連れてこられたが、実際は薬の効能ではなく兄が背伸び、弟が前屈みをして慎重を誤魔化していただけだった。
ビッグノコノコ
巨大なノコノコ。マリオたちがドクロの剣を購入する際、本商品の付属品として連れてこられたがマリオに「何でおまけの方がでかいんだよ!?」と突っ込まれ、結局は購入を撤回された。
本作ではカロンのような白骨した姿で登場している。
ドッスン
周囲にトゲがついた岩に凶悪な顔のついた敵キャラ。部下のベトベトさんとけめくじを嗾け、屋敷の奥でマリオたちを待ち伏せしていたが、梅雨とベトベトさんたちの攻撃（というより滅茶苦茶な機嫌取り）で苛立ちが頂点に達していたマリオたちに袋叩きにされてしまった。
本作では、原作に比べマリオたちの腰あたりの大きさぐらいに描かれており、マリオたちから「石ころ」と呼ばれた。
ベトベトさん
ドッスンの部下。常にヘラヘラと薄ら笑いを浮かべている剽軽者。相棒のけめくじと共に雨宿り目的で屋敷に入り込んだマリオたちの戦意を削ごうと目論むが、マリオが梅雨続きで不機嫌な状態だったため、彼の機嫌取りに路線変更するが無神経かつ剽軽な性格が災いして結果的に彼の機嫌を悪化させたばかりかルイージとヨッシーまでも不機嫌にさせてしまい、最終的にはマリオとルイージにくすぐり攻撃を受ける。
けめくじ
ドッスンの部下。ベトベトさんの相棒で、根暗かつネガティブな性格をしている。ベトベトさんと共にマリオたちの戦意を削ごうとするが、マリオとルイージにくすぐり攻撃を受ける。
リフトン
イルカ。語尾に「～でヤンス」をつける。
海で泳いでいたところを何者かに襲撃されて海岸で座礁していたところをマリオたちに発見され、宝島へ案内することを条件に犯人探しを依頼する。
しかし自分を襲った犯人がマリオだと知り（マリオ曰く「暇つぶしに石をぶつけた上で暴行を加えた」とのこと）、憤慨するが彼に「犯人を見つけたお礼」として脅される形で宝島へ案内された。
空中ゲッソー
イカ。空中を飛んでいたところをマリオに叩き落とされ、無理矢理丸くされた。
プクプク
トビウオ。リフトンがマリオたちに犯人の特徴を証言する際に挙げられた（しかしリフトンが証言したのは「青い色」だったが、なぜかプクプクの体色をリンゴやトマトの色と例える際青と誤解していた）。メスのプクプクとデートしているところをマリオにリフトンを傷つけた犯人と疑われたが、自分は無実だと起訴した上、バカップル振りを発揮させてマリオたちを呆れさせた。
ブクブク
ゴーグルをかけた魚。マリオにリフトンに危害を加えた犯人に指定されたが、実際は弟のおやつを食べた事だった（ルイージ曰く「兄さん（マリオ）みたいだね」）。
フグマンネン
フグ。「丸い体」という証言を下に犯人探しをしていたマリオに体のトゲを用いてリフトンを攻撃したと推測され、そばにいたウニラと共に攻撃される。
ウニラ
ウニ。フグマンネンと同様の理由でマリオに攻撃される。
フィッシュボーン
骨の魚。丸ではない為除外ではあるが、マリオに体を構成する骨を使ってリフトンを攻撃したのではと推測されたが、魚にぶつかっただけで泣き叫ぶほど打たれ弱かった。
巨大プクプク
巨大なプクプク。「体が大きく目つきが悪い」という証言を得たマリオにリフトンを危害を加えた犯人として攻撃を受け、これに激怒してマリオを飲み込もうとした。
王様
マリオたちが訪れた町の王。4年に一度に目覚めるといわれ、彼が目覚めた時は「目覚めの日」と呼ばれる祭日が行われる。また、相手の願いを一つだけ叶える力も有する。
空手家
王様目覚めの日選手権の参加者。第1種目の綱引きでマリオと対峙するが、マリオに転ばされ敗北。
クッパ・アオ
クッパの弟。クッパ城に侵入したマリオたちの前に立ち塞がり、火炎とハンマーを用いてマリオたちを攻撃するが、ピーチが勝手に作動させたトラップに掛かりマリオたちの反撃を受ける前に倒された。

## コミックス
第1巻（初版発行日1998年12月12日 ISBN 4-8702-5415-8）まで刊行されたが、本巻が発売してまもなく連載が終了した為、最後の3話分が未収録となった。

### ストーリー
本作におけるストーリーのタイトルには、語頭にGOGOが付き、語尾に大作戦が付く。
第1話『救出大作戦』
ある日、マリオとルイージの下にピーチ姫を誘拐したクッパから脅迫ビデオが届く。マリオたちは早速そのビデオを再生するが、その内容は「今クッパ城でクッキーを焼いたので、待っています」という平和的なものだった。マリオは「ピーチ姫を救出し、彼女の作ったクッキーを食べる」ため、ルイージと共にクッパ城へと旅立った。
一方クッパ城では、クッパと側近のカメックが攫ってきたピーチを牢屋に投獄するが、情に流されたクッパにアッサリと釈放、それに呆れるカメックに叱咤されるがマイペースな彼女の影響を受け、長閑な生活を楽しんだ。
第2話『変身大作戦』
道中に立ち塞がるクリボーやノコノコたちを次々と倒していくマリオたち。そこでマリオは相手に色仕掛けで欺く為、女装を決行。マリオに薦められたルイージも嫌々ながらそれを承諾した。クッパ城では、カメックの提案を承諾したクッパは、世界征服兵器を作り上げた。
第3話『特訓大作戦』
マリオはハテナブロックから出現した不思議な布「マント」を手に入れる。ルイージによるとマントは空中を移動するのに便利なアイテムだと言う。運動嫌いなマリオは、ルイージの指導により渋々特訓を始めた。同じ頃、クッパ城にてクッパは新作の飛行船「クッパクラウン」の試運転に出かけようとしていた。そこにピーチから同行を求められるが、マリオたちに気づかれない為に変装するが、カメックから見ればいかにも怪しげな変装であった。
第4話『お供大作戦』
マリオたちは旅の途中に自分たちの身長の2倍の大きさをした卵を見つける。そのタマゴの中から恐竜・ヨッシーが生まれた。ヨッシーはマリオたちに旅の同行を求めるが、彼が繰り広げるアピールは逆にマリオの顰蹙を買ってしまう。
第5話『悪役大作戦』
クッパ城の前に爆弾を抱えた男・ワリオが現れ、クッパへの挨拶代わりとして城を爆破しようと企んでいた。しかしそこを不法投棄と勘違いしたカメックに見つかり注意される。城内に招待されたワリオはクッパやピーチのペースに調子を狂わされる。
第6話『友情大作戦』
前回の一件でクッパにマリオたちの今の動向をつきとめたワリオは、必然か偶然か渓谷にてマリオたちと合流する。ワリオは幼き頃の雪辱を果たすためルイージを人質に取るが、マリオの「悪人なら、谷底よりも溶岩に突き落とせ」という自分の行動を覆す要求に呆気に取られる。だが、マリオのその行動が、ルイージとヨッシーがワリオ側につく遠因となってしまう。
第7話『兄弟大作戦1』
世界征服を目指すクッパに密かに難色を示すコクッパの一人・ウェンディは、弟のモートンとラリーを率いて父親であるクッパをまともな職業に就かせる為のコイン集めを始めた。途中でマリオたちと出会い、一緒にコイン集めを順調に進めていった。
第8話『兄弟大作戦2』
前回にてマリオにコインを奪われてしまったウェンディに頼まれたコクッパ・ルドウィッグは、イギー・レミー・ロイと共にマリオを倒す計画を立てる。彼らは様々な作戦を用いてマリオを陥らせようとする。
第9話『幽霊大作戦』
旅を続けるマリオたちはお化け屋敷を発見する。興味津々のマリオは内部には宝が隠されていると思い、屋敷の中に入り込んだ（ヨッシーは「お化けは食べられない」という理由で留守番）。そんなマリオたちとは露知らず、屋敷内では幽霊の少女・テレサとゾンビガメ・カロンが、クッパの命による打倒マリオの計画を立てていた。
第10話『育児大作戦』
クッパ城にてカメックは、相手を幼児化させる魔法のかかった箒を完成させた。クッパは野宿中のマリオたちのところに忍び込み早速マリオに魔法をかけようとするが、寝返りをうった弾みで吹き出た魔法の粉がクッパも巻き込み、双方とも幼児化してしまう。
赤ん坊となった二人を見たルイージたちは困惑するが、ルイージはマリオをヒーローにふさわしい性格に再教育させられる千載一遇のチャンスと考え彼らの育児に取りかかる。
第11話『食欲大作戦』
旅の途中マリオたちは道端に生えたキノコを見つける。ルイージは「毒キノコじゃないのか?」と疑いマリオはヨッシーに試食させるが、ヨッシーは腹痛を起こしてしまう。マリオたちは民家に立ち寄り、その家に暮らしているキノピオに腹痛の薬をもらうことにした。
そして、ピーチがクッパにさらわれたことを聞いたキノピオは、マリオたちの力になろうと冒険の役に立つアイテムを提供する。
第12話『子供大作戦』
マリオたちの前に1匹のチビヨッシーが現れる。本人によると「余所見をしていたら母親が先に行ってしまった」とのこと（この後マリオに「それを一般に逸れたって言うんだぞ?」と指摘された）。マリオたちは一人の母ヨッシーの元へ帰るチビヨッシーの後を追おうとするが、チビヨッシーの思わぬ行動に振り回されてしまう。
第13話『秘密大作戦』
クッパは、マリオを倒す方法が思い浮かばず悩んでいた。それを見かねたジュゲムは、「私がマリオたちの様子を探り、マリオの秘密を暴いて見せます」と頼んできた。クッパはジュゲムのカメラから流れるマリオたちの様子をモニターから見物する。
第14話『代理大作戦』
雪山のロッジにてマリオが風邪をこじらせて寝込んでしまう。弱ったルイージはヨッシーに「今回はルイージさんがマリオさんに代わってヒーローですね」と言われ、ヒーローと聞いて張り切ったルイージは薬草を探しに雪原へ向かった。
第15話『休日大作戦』
ピーチはクッパたちを誘って花畑へピクニックに出かけた。カメックはピクニック中にマリオたちに出くわさないようにヘイホーに出動させる。ヘイホーは、デブホーとヤリホーと共にマリオを倒そうとするが返り討ちに遭ってしまう。
第16話『お犬大作戦』
マリオたちは旅先で不思議な犬・ポチに出会う。ルイージはポチの愛くるしさに見惚れる反面、マリオは幼い頃のトラウマが甦り、ポチが吠える度に怯えてしまう。一方、犬好きなルイージはポチを手なずけようと試みる。
第17話『商品大作戦』
マリオたちは「無敵状態3日間」という謳い文句が綴られたアイテムの出店の広告を見つけ、早速その店に向かう。しかし、そこにあったのは店主・死神さんが営業する不気味な風貌の店で、マリオたちは「やばい所に来てしまった…」と後悔する。
第18話『大雨大作戦』
雨の降る中、屋敷に雨宿りすることにしたマリオたち。その内部にはドッスンとベトベトさん、けめくじが、マリオたちを倒そうと暗躍していた。けめくじとベトベトさんはマリオたちの戦意を削ごうと攻撃を仕掛けるが、逆に梅雨で苛立っていたマリオたちの怒りをエスカレートさせ、挙句の果てには彼らを巻き込んだ大喧嘩にまで発展してしまう。
第19話『お宝大作戦1』
海岸に来たマリオたちは、傷を負って座礁していたイルカ・リフトンに出会う。リフトンによると「夜の海を泳いでいた時に何者かに攻撃された」という。自分を攻撃した犯人を見つけてくれたら宝の在処を教えると聞いたマリオたちは、その犯人を探しに海原を駈け巡る。
第20話『お宝大作戦2』
前回の一件を経てリフトンに連れられたマリオたちは宝島に辿り着く。マリオはルイージとヨッシーに留守を任せ、洞窟に潜入するが、そこにはワリオも来ていた。手を組む事になったマリオとワリオは、財宝を手に入れるため洞窟の奥へと突き進む。
第21話『魔王大作戦』
クッパはピーチを誘って散歩に出かけるが、そのクッパは妙に体格が小さい。それはクリボーがある目的のために変装した姿である。ピーチはその正体に気づかず、クッパに変装したクリボーについて行った。
クッパ城を目指すマリオたちは、クッパ（クリボー）の後をついていくピーチを目撃する。
第22話（単行本未収録）
なにやらお祭り騒ぎの町に訪れたマリオたち。話によればこの日は王様が4年に一度の目覚めの日が訪れたとのこと。それを祝して町では大会が開催され、いくつかの競技を行い、最優秀選手には王様に何でも願いを一つだけ叶えてもらえるという。それを聞いたマリオは自身も願いを叶えてもらおうと大会に参加する。
第23話（単行本未収録）
ようやくクッパ城に到着したマリオたち。城に乗り込んだマリオたちの前にクッパの弟・クッパ・アオが現れ、炎とハンマーによる猛攻に苦戦を強いられるが、城のトラップをピーチ姫が勝手に作動させてしまい、マリオたちが反撃していないのにアオは倒れてしまう。
一方、マリオたちが城に侵入したことを知ったカメックは、それを報告すべくクッパの許へ向かうが、彼もまたトラップに行く手を遮られてしまう。
第24話（単行本未収録）
遂にマリオたちはクッパと対峙する。マリオたちとクッパとの戦闘が今始まろうとする中、ピーチ姫から3対1は不公平だと止められ、3対3の3回勝負を提案（マリオチームはマリオ・ルイージ・ヨッシー、クッパチームはクッパ・カメック・ピーチ）。1回戦目はヨッシー対ピーチの綱引き、2回戦目はルイージ対カメックのフェンシングだが、3回戦目のマリオ対クッパの勝負内容はまさかの「しりとり」であった。

### サブタイトル（単行本のみ）
1. 救出大作戦（脅迫ビデオ/ハンマーマリオ/か～るく/煮るなり焼くなり/閉じ込める/ティータイム/姫のため!?/細かいか!?/弟のあつかい/自覚をもって/人質として/バカ/陽気なパックン/1UP/悪の世界/姫のおさんぽ/たぬきといえば/うさぎとたぬき）
2. 変身大作戦（ルイージ災難/どいつもこいつも/世界征服計画/材料/世界征服ロボ/続･世界征服ロボ/なぜそうなる/Go!カメック/マリオ不機嫌/なぐさめ）
3. 特訓大作戦（愛の大魔王/大魔王ご乱心1/大魔王ご乱心2/なまけ者/現金大魔王/何事も練習/大魔王到着/怒りの大魔王/世話焼き大魔王/本物のバカ）
4. お供大作戦（義理がたい/やさしくね/連れてって!/卵が武器/まけない!/パクっと/ヒップドロップ/ヨッシーなりの理由/ベロ/さらばヨッシー）
5. 悪役大作戦（俺がライバル!/お食事/のほほん/一喝!/大勝負/悪人/強力な武器/姫のペース/まぁ大変!/あばよ!）
6. 友情大作戦（ベストフレンド/弟の命/悪役/正義の味方はあてにならない/ジョーク/やさしい俺様/立場逆転/恐喝/姫の無事/悪役として）
7. 兄弟大作戦1（僕もいっしょ/がんばっちゃうもんね/それもあるんだよね/自業自得/女・子供/コイン集め/ケジメなさい/相談しよう そうしよう/人生とは/危機が迫る!）
8. 兄弟大作戦2（悪魔オヤジ/失礼な!/ダメ!/岩おとし/ボムへい/逆転/大作戦/落とし穴/もう一つの罠/作戦大失敗）
9. 幽霊大作戦（ふるふる/ラブラブ/プンプン/モジモジ/ゴリゴリ/ぶるぶる/ドキドキ/てれてれ/イヤイヤ/パクパク）
10. 育児大作戦（赤ちゃん/育成/おはな/おやつ/のりもの/だめ!/やっぱりね/カメックがんばる!/戻った!/今日の気分）
11. 食欲大作戦（薬くれ/姫が!/気持ち/天然/お役に立ちます/吸え!/やばいっス/フラワーだけど･･･/見送り/強者）
12. 子供大作戦（強気/生殺し/影ながら/キラー/ワンワン/そんなつもりは/ハナちゃん/トゲゾー/ご対面/ありがとう）
13. 秘密大作戦（お茶の間/ヒーロー24時/これは!?/秘密兵器/熱い走り/このうらみ･･･/大切なもの/さすがのヒーロー/ヒゲの絆/また 来週！）
14. 代理大作戦（熱血主人公/決めゼリフ/兄の影響/薬草/雪ダルマ/闘志/お先に/兄貴ごころ/今のボクにできること/弟の苦労）
15. 休日大作戦（ステキな･･･/マガオ/どっこらしょ/ヘルプミー/おデブさん/いい場所/ヤリヤリ/またもや!?/プロペラ/どこまでも）
16. 子犬大作戦（ポチ/とってこい!/ボクにも/オチャメ/ふれてみる/お手!/勝利の女神/背中に乗る/おまぬけ/ワンちゃん）
17. 商品大作戦（愛の死神/スター以上/悪魔のツボ/ドリンク/首飾り/アックス/体力UP/お買い上げ/占い/ステキなアイテム）
18. 大雨大作戦（イライラ/だめじゃん/オッケ!/一発芸/お着がえ/兄弟ゲンカ/ネバ――/温和なボクでも･･･/やめて――/イライラMAX）
19. お宝大作戦1（丸い/色は･･･/ごめんなさい/トゲ/強い魚/犯人はお前だ!/思い出す/巨人/まさか!?/鬼）
20. お宝大作戦2（友情ふたたび/腹の中/ご親切/負けず嫌い/カベの仕掛け/マーク/落とす/天井/ささやき/宝石）
21. 魔王大作戦（大計画/向こうから/かわいそうな姫/感動の再会/ボス!?/スターで全力/反撃だ!/凍りつく･･･/許す心/ご用事なぁに?）